# Bief
Bief – miejscowość i gmina we Francji, w regionie Burgundia-Franche-Comté, w departamencie Doubs.
Według danych na rok 1990 gminę zamieszkiwały 132 osoby, a gęstość zaludnienia wynosiła 35 osób/km² (wśród 1786 gmin Franche-Comté Bief plasuje się na 611. miejscu pod względem liczby ludności, natomiast pod względem powierzchni na miejscu 903.).